# Richmond Boakye
Richmond Yiadom Boakye (* 28. ledna 1993, Akkra) je ghanský fotbalový útočník hrající za srbský CZ Bělehrad.

## Klubová kariéra
Boakye začínal s fotbalem v lokálních klubech Bechem United FC a D.C. United a v roce 2008 byl na turnaji ve Vicenze vyskautován Janovem, kam přestoupil. V Serii A debutoval 3. dubna 2010 proti Livornu. V červnu 2011 šel na roční hostování do US Sassuolo Calcio, kde ve 34 zápasech nastřílel 12 gólů a hostování mu bylo o rok prodlouženo. V červnu 2013 šel do Juventusu. Za ten ale neodehrál žádné utkání, sezonu 2013/14 hrál na hostování ve španělském Elche CF. Po krátkých působeních v klubech Atalanta BC, Roda JC Kerkrade a US Latina Calcio šel na hostování do srbské Crvene Zvezdy Bělehrad a ta ho po krachu Latiny Calcio podepsala na trvalý přestup. V srpnu 2017 nastoupil v obou utkáních 3. předkola Evropské ligy proti pražské Spartě, kterou v odvetě zlomil gólem v 19. minutě a přispěl k jejímu vyřazení. Na konci roku 2017 byl vyhlášen nejlepším hráčem Zvezdy. V únoru 2018 odešel do čínského Ťiang-su Su-ning, už v srpnu 2018 se ale vrátil do Srbska.